# Barbourofelis
Barbourofelis é um gênero fóssil de grandes mamíferos carnívoros da família Barbourofelidae que viveram há aproximadamente 10 milhões de anos, durante o Mioceno, com porte semelhante ao dos atuais ursos.

## Distribuição geográfica
O gênero está restrito na América do Norte, com espécimes encontrados na Califórnia, Colorado, Flórida, Kansas, Nebraska, Nevada, Oklahoma, Dakota do Sul e Texas.

## Taxonomia
O gênero Barbourofelis foi descrito em 1970 por Schultz, Schultz e Martin, e classificado na tribo Barbourofelini dentro da família Felidae. Posteriormente foi classificado na subfamília Barbourofelinae dentro da família Nimravidae. E posteriormente na família Barbourofelidae.
Quatro espécies são reconhecidas para o gênero:
- Barbourofelis fricki Schultz, Schultz & Martin, 1970
- Barbourofelis loveorum Baskin 1981
- Barbourofelis morrisi Schultz, Schultz & Martin, 1970
- Barbourofelis whitfordi (Barbour & Cook, 1915)

Barbourofelis osborni descrito por Baskin, em 1981, é considerado sinônimo de B. whitfordi. Duas espécies, algumas vezes, classificadas neste gênero, "Barbourofelis piveteaui" e "Barbourofelis vallensiensis", pertencem ao gênero Sansanosmilus.